# Foggia Calcio 2014-2015
Questa voce raccoglie le informazioni riguardanti il Foggia Calcio nelle competizioni ufficiali della stagione 2014-2015.

## Stagione
Nella stagione 2014-2015 il Foggia ha disputato il trentanovesimo campionato di terza serie della sua storia, prendendo parte alla nuova divisione unica istituita dalla Lega Pro. Raccoglie 67 punti, meno uno di penalizzazione, con il settimo posto finale. Allenato da Roberto De Zerbi, con 63 reti segnate ha espresso il miglior attacco di tutta la Lega Pro, con due giocatori rossoneri in doppia cifra, Pietro Iemmello autore di 16 reti e Vincenzo Sarno che ha firmato 12 reti. Nella Coppa Italia di Lega Pro i satanelli fanno poca strada, disputano il girone H che è stato vinto dall'Ischia, nel quale ottengono solo un pareggio con i campani, ed una sconfitta (0-1) con il Melfi.

## Divise e sponsor
Il fornitore ufficiale di materiale tecnico per la stagione 2014-2015 è stato Gems, mentre lo sponsor ufficiale è stato Wüber ed il co-sponsor Ambassador.
| Casa | Trasferta |

## Organigramma societario
Area direttiva
- Presidente onorario: Francesco Lo Campo
- Presidente: Fabio Verile
- Vice presidenti: Giovanni Giuseppe Lo Campo e Pasquale Colangione
- Consigliere e amministratore delegato: Davide Giuseppe Pelusi
- Responsabile area comunicazione: Lino Zingarelli
- Responsabile organizzazione e logistica: Claudio Quaglione
- Responsabile controllo e finanze: Luigi Miccoli
- Segretario generale: Giuseppe Severo
- Direttore generale: Bellisario Masi e Giovanni Giuseppe Lo Campo

Area tecnica
- Direttore sportivo: Giuseppe Di Bari
- Allenatore: Roberto De Zerbi
- Allenatore in seconda: Giuseppe Brescia
- Preparatore dei portieri: Nicola Dibitonto
- Dirigente accompagnatore: Diego Valente
- Preparatore atletico: Vincenzo Teresa

Settore giovanile
- Responsabile: Pietro Ingravallo
- Allenatore Berretti: Tommaso Zingarelli

Area sanitaria
- Responsabile: Antonio Macchiarola
- Fisioterapista: Giuseppe Rabbaglietti

## Rosa
| N. |                    | Ruolo | Calciatore          |
| -- | ------------------ | ----- | ------------------- |
|    | Italia (bandiera)  | P     | Gianluca Micale     |
|    | Italia (bandiera)  | P     | Antonio Narciso     |
|    | Italia (bandiera)  | P     | Stefano Tarolli     |
|    | Italia (bandiera)  | D     | Mattia Altobelli    |
|    | Italia (bandiera)  | D     | Alessandro Potenza  |
|    | Italia (bandiera)  | D     | Angelo Bencivenga   |
|    | Italia (bandiera)  | D     | Francesco D'Angelo  |
|    | Francia (bandiera) | D     | Guillaume Gigliotti |
|    | Italia (bandiera)  | D     | Alessio Grea        |
|    | Italia (bandiera)  | D     | Giuseppe Loiacono   |
|    | Italia (bandiera)  | C     | Cristian Agnelli    |
|    | Italia (bandiera)  | C     | Giuseppe Agostinone |
|    | Italia (bandiera)  | C     | Antonio D'Allocco   |

| N. |                    | Ruolo | Calciatore              |
| -- | ------------------ | ----- | ----------------------- |
|    | Brasile (bandiera) | C     | Felipe Curcio           |
|    | Italia (bandiera)  | C     | Alberto Gerbo           |
|    | Italia (bandiera)  | C     | Nadir Minotti           |
|    | Italia (bandiera)  | C     | Marcello Quinto         |
|    | Italia (bandiera)  | C     | Giuseppe Sicurella      |
|    | Italia (bandiera)  | A     | Dario Barraco           |
|    | Italia (bandiera)  | A     | Mauro Bollino           |
|    | Italia (bandiera)  | A     | Antonio Bruno           |
|    | Italia (bandiera)  | A     | Giovanni Cavallaro      |
|    | Italia (bandiera)  | A     | Pietro Iemmello         |
|    | Italia (bandiera)  | A     | Savino Leonetti         |
|    | Spagna (bandiera)  | A     | Miguel Ángel Sainz-Maza |
|    | Italia (bandiera)  | A     | Vincenzo Sarno          |

## Risultati

### Campionato

#### Girone di andata
| Arbitro: | Boggi (Salerno) |

|                                        |           |                                       |
| Iemmello 16’ Agnelli 26’ Cavallaro 48’ | Marcatori | 27’ Pellecchia 64’ (rig.) A. Montalto |

| Arbitro: | Melidoni (Frattamaggiore) |

|                    |           |                          |
| Calderini 58’, 68’ | Marcatori | 28’ Agnelli 40’ Iemmello |

| Foggia 12 settembre 2014, ore 19:30 CEST 3ª giornata | Foggia           | 0 – 0 referto | Melfi | Stadio Pino Zaccheria\| Arbitro: \| Panarese (Lecce) \| |
| Arbitro:                                             | Panarese (Lecce) |               |       |                                                         |

| Arbitro: | Marini (Roma) |

|                         |           |  |
| Alfageme 11’ Melara 19’ | Marcatori |  |

| Foggia 24 settembre 2014, ore 20:45 CEST 5ª giornata | Foggia          | 0 – 0 referto | Aversa Normanna | Stadio Pino Zaccheria\| Arbitro: \| Mancini (Fermo) \| |
| Arbitro:                                             | Mancini (Fermo) |               |                 |                                                        |

| Arbitro: | Ranaldi (Tivoli) |

|               |           |               |
| Scarsella 80’ | Marcatori | 89’ Gigliotti |

| Arbitro: | Paolini (Ascoli Piceno) |

|              |           |          |
| Iemmello 90’ | Marcatori | 6’ Calil |

| Arbitro: | Caso (Verona) |

|                |           |                                  |
| Ingretolli 85’ | Marcatori | 44’ Gigliotti 80’, 90’ Cavallaro |

| Arbitro: | Baldicchi (Città di Castello) |

|              |           |  |
| Iemmello 38’ | Marcatori |  |

| Arbitro: | Tardino (Milano) |

|              |           |                     |
| Iemmello 71’ | Marcatori | 26’ (rig.) Russotto |

| Arbitro: | Amoroso (Paola) |

|  |           |               |
|  | Marcatori | 56’ D'Allocco |

| Arbitro: | Vesprini (Macerata) |

|              |           |  |
| Leonetti 78’ | Marcatori |  |

| Arbitro: | Piccinini (Forlì) |

|                            |           |                            |
| F. Ripa 37’ Di Carmine 77’ | Marcatori | 52’ Iemmello 73’ Cavallaro |

| Foggia 23 novembre 2014, ore 16:00 CET 14ª giornata | Foggia               | 0 – 0 referto | Matera | Stadio Pino Zaccheria\| Arbitro: \| Cifelli (Campobasso) \| |
| Arbitro:                                            | Cifelli (Campobasso) |               |        |                                                             |

| Arbitro: | Guccini (Albano Laziale) |

|             |           |                                   |
| Mancino 79’ | Marcatori | 41’ Iemmello 47’ (rig.) Cavallaro |

| Arbitro: | Di Ruberto (Nocera Inferiore) |

|                |           |  |
| Sarno 89’, 90’ | Marcatori |  |

| Arbitro: | Prontera (Bologna) |

|  |           |                         |
|  | Marcatori | 11’ Sarno 59’ D'Allocco |

| Arbitro: | Serra (Torino) |

|  |           |              |
|  | Marcatori | 27’ Floriano |

| Arbitro: | Baroni (Firenze) |

|  |           |                                                                   |
|  | Marcatori | 11’ (rig.) Sarno 34’ Leonetti 78’ Agostinone 80’ (aut.) Tartaglia |

#### Girone di ritorno
| Arbitro: | Valiante (Nocera Inferiore) |

|                             |           |               |
| Magrassi 3’ Arcidiacono 50’ | Marcatori | 65’ Gigliotti |

| Arbitro: | Bertani (Pisa) |

|                                                         |           |                  |
| Agnelli 11’ Sarno 66’ Iemmello 69’ Cavallaro 81’ (rig.) | Marcatori | 90+1’ De Angelis |

| Arbitro: | Pagliardini (Arezzo) |

|                          |           |                      |
| Caturano 46’ Agnello 82’ | Marcatori | 28’ (rig.) Cavallaro |

| Arbitro: | Martinelli (Roma) |

|                         |           |                 |
| Sarno 30’ Gigliotti 88’ | Marcatori | 11’, 79’ Eusepi |

| Arbitro: | Mainardi (Bergamo) |

|             |           |                                          |
| De Vena 29’ | Marcatori | 12’ Barraco 88’ Sainz-Maza 90’ Cavallaro |

| Foggia 14 febbraio 2015, ore 16:00 CET 25ª giornata | Foggia           | 0 – 0 referto | Vigor Lamezia | Stadio Pino Zaccheria\| Arbitro: \| Colarossi (Roma) \| |
| Arbitro:                                            | Colarossi (Roma) |               |               |                                                         |

| Arbitro: | Caso (Verona) |

|                            |           |                   |
| Favasuli 61’ Mendicino 76’ | Marcatori | 38’, 80’ Iemmello |

| Arbitro: | Amabile (Vicenza) |

|                                                                                      |           |  |
| Cavallaro 36’ (rig.) Iemmello 43’ Sarno 51’ Potenza 60’ Gerevini 64’ (aut.) Grea 77’ | Marcatori |  |

| Arbitro: | Paolini (Ascoli Piceno) |

|                                    |           |              |
| Pizzutelli 24’ (rig.) Ferrante 49’ | Marcatori | 38’ Iemmello |

| Arbitro: | Di Martino (Teramo) |

|                                       |           |  |
| Rigione 28’ Russotto 39’ Bernardo 86’ | Marcatori |  |

| Arbitro: | Melidoni (Frattamaggiore) |

|                |           |  |
| Sarno 35’, 49’ | Marcatori |  |

| Arbitro: | Piccinini (Forlì) |

|                |           |              |
| Capodaglio 26’ | Marcatori | 90’ Iemmello |

| Arbitro: | Amoroso (Paola) |

|                |           |                    |
| Sainz-Maza 70’ | Marcatori | 72’ (aut.) Potenza |

| Arbitro: | Pellagatti (Arezzo) |

|                             |           |                                                                   |
| A. Letizia 51’ Carretta 54’ | Marcatori | 10’ Gigliotti 66’ Sarno 70’ Iemmello 76’ Sainz-Maza 84’ Sicurella |

| Arbitro: | Cifelli (Campobasso) |

|              |           |  |
| Loiacono 31’ | Marcatori |  |

| Arbitro: | Serra (Torino) |

|             |           |  |
| Doumbia 90’ | Marcatori |  |

| Arbitro: | Massimi (Termoli) |

|                              |           |                            |
| Iemmello 1’, 89’ Minotti 77’ | Marcatori | 14’ Armellino 53’ A. Viola |

| Arbitro: | Boggi (Salerno) |

|  |           |           |
|  | Marcatori | 71’ Sarno |

| Arbitro: | Pillitteri (Palermo) |

|                                       |           |  |
| Sainz-Maza 36’ Leonetti 76’ Sarno 78’ | Marcatori |  |

### Coppa Italia Lega Pro

#### Girone H
| Arbitro: | Mei (Pesaro) |

|  |           |               |
|  | Marcatori | 90+2’ Libutti |

| Arbitro: | Colarossi (Roma) |

|          |           |              |
| Cruz 80’ | Marcatori | 67’ Leonetti |

### Andamento in campionato
| Giornata  | 1 | 2 | 3 | 4  | 5  | 6  | 7  | 8  | 9  | 10 | 11 | 12 | 13 | 14 | 15 | 16 | 17 | 18 | 19 | 20 | 21 | 22 | 23 | 24 | 25 | 26 | 27 | 28 | 29 | 30 | 31 | 32 | 33 | 34 | 35 | 36 | 37 | 38 |
| --------- | - | - | - | -- | -- | -- | -- | -- | -- | -- | -- | -- | -- | -- | -- | -- | -- | -- | -- | -- | -- | -- | -- | -- | -- | -- | -- | -- | -- | -- | -- | -- | -- | -- | -- | -- | -- | -- |
| Luogo     | C | T | C | T  | C  | N  | N  | V  | V  | N  | V  | V  | N  | B  | V  | C  | T  | C  | T  | T  | C  | T  | C  | T  | C  | T  | C  | T  | C  | C  | T  | C  | T  | C  | T  | C  | T  | C  |
| Risultato | V | N | N | P  | N  | N  | N  | V  | V  | N  | V  | V  | N  | N  | V  | V  | V  | P  | V  | P  | V  | P  | N  | V  | N  | N  | V  | P  | P  | V  | N  | N  | V  | V  | P  | V  | V  | V  |
| Posizione | 5 | 8 | 8 | 12 | 12 | 11 | 12 | 11 | 10 | 10 | 10 | 7  | 7  | 8  | 5  | 5  | 5  | 6  | 5  | 6  | 5  | 6  | 6  | 6  | 6  | 7  | 7  | 7  | 7  | 7  | 7  | 7  | 7  | 7  | 7  | 7  | 7  | 7  |

Fonte:  EVOLUZIONE CLASSIFICA LEGA PRO - GIRONE C 14/15, su transfermarkt.it.
Legenda:

Luogo: C = Casa; T = Trasferta. Risultato: V = Vittoria; N = Pareggio; P = Sconfitta.

## Statistiche

### Statistiche di squadra
| Competizione          | Punti   | In casa | In casa | In casa | In casa | In casa | In casa | In trasferta | In trasferta | In trasferta | In trasferta | In trasferta | In trasferta | Totale | Totale | Totale | Totale | Totale | Totale | DR  |
| Competizione          | Punti   | G       | V       | N       | P       | Gf      | Gs      | G            | V            | N            | P            | Gf           | Gs           | G      | V      | N      | P      | Gf     | Gs     | DR  |
| --------------------- | ------- | ------- | ------- | ------- | ------- | ------- | ------- | ------------ | ------------ | ------------ | ------------ | ------------ | ------------ | ------ | ------ | ------ | ------ | ------ | ------ | --- |
| Lega Pro              | 66 (-1) | 19      | 10      | 8       | 1       | 31      | 11      | 19           | 8            | 5            | 6            | 32           | 25           | 38     | 18     | 13     | 7      | 63     | 36     | +27 |
| Coppa Italia Lega Pro | 1       | 1       | 0       | 0       | 1       | 0       | 1       | 1            | 0            | 1            | 0            | 1            | 1            | 1      | 0      | 1      | 1      | 1      | 2      | -1  |
| Totale                |         | 20      | 10      | 8       | 2       | 31      | 12      | 20           | 8            | 6            | 6            | 33           | 26           | 40     | 18     | 14     | 8      | 64     | 38     | +26 |

### Statistiche dei giocatori
| Giocatore       | Lega Pro | Lega Pro | Lega Pro    | Lega Pro   | Coppa Italia Lega Pro | Coppa Italia Lega Pro | Coppa Italia Lega Pro | Coppa Italia Lega Pro | Totale   | Totale | Totale      | Totale     |
| Giocatore       | Presenze | Reti     | Ammonizioni | Espulsioni | Presenze              | Reti                  | Ammonizioni           | Espulsioni            | Presenze | Reti   | Ammonizioni | Espulsioni |
| --------------- | -------- | -------- | ----------- | ---------- | --------------------- | --------------------- | --------------------- | --------------------- | -------- | ------ | ----------- | ---------- |
| C. Agnelli      | 36       | 3        | 10          | 0          | 2                     | 0                     | 0                     | 0                     | 38       | 3      | 10          | 0          |
| G. Agostinone   | 34       | 1        | 7           | 1          | 2                     | 0                     | 0                     | 0                     | 36       | 1      | 7           | 1          |
| M. Altobelli    | 3        | 0        | 0           | 0          | -                     | -                     | -                     | -                     | 3        | 0      | 0           | 0          |
| D. Barraco      | 8        | 1        | 0           | 0          | -                     | -                     | -                     | -                     | 8        | 1      | 0           | 0          |
| A. Bencivenga   | 35       | 0        | 8           | 0          | 2                     | 0                     | 0                     | 0                     | 37       | 0      | 8           | 0          |
| M. Bollino      | 14       | 0        | 2           | 0          | 2                     | 0                     | 0                     | 0                     | 16       | 0      | 2           | 0          |
| A. Bruno        | 1        | 0        | 0           | 0          | -                     | -                     | -                     | -                     | 1        | 0      | 0           | 0          |
| G. Cavallaro    | 37       | 9        | 3           | 0          | 2                     | 0                     | 0                     | 0                     | 39       | 9      | 3           | 0          |
| F. Curcio       | 2        | 0        | 2           | 1          | 1                     | 0                     | 0                     | 0                     | 3        | 0      | 2           | 1          |
| A. D'Allocco    | 24       | 2        | 2           | 0          | 2                     | 0                     | 1                     | 0                     | 26       | 2      | 3           | 0          |
| F. D'Angelo     | 6        | 0        | 1           | 0          | -                     | -                     | -                     | -                     | 6        | 0      | 1           | 0          |
| A. Gerbo        | 13       | 0        | 3           | 0          | -                     | -                     | -                     | -                     | 13       | 0      | 3           | 0          |
| G. Gigliotti    | 32       | 5        | 8           | 2          | -                     | -                     | -                     | -                     | 32       | 5      | 8           | 2          |
| A. Grea         | 14       | 1        | 2           | 1          | 2                     | 0                     | 1                     | 0                     | 16       | 1      | 3           | 1          |
| P. Iemmello     | 35       | 16       | 7           | 0          | -                     | -                     | -                     | -                     | 35       | 16     | 7           | 0          |
| S. Leonetti     | 23       | 3        | 4           | 0          | 2                     | 1                     | 0                     | 0                     | 25       | 4      | 4           | 0          |
| G. Loiacono     | 28       | 1        | 5           | 1          | 2                     | 0                     | 1                     | 0                     | 30       | 1      | 6           | 1          |
| G. Micale       | 4        | -4       | 2           | 0          | -                     | -                     | -                     | -                     | 4        | -4     | 2           | 0          |
| N. Minotti      | 14       | 1        | 6           | 0          | -                     | -                     | -                     | -                     | 14       | 1      | 6           | 0          |
| A. Narciso      | 35       | -31      | 1           | 1          | 2                     | -2                    | 0                     | 0                     | 37       | -33    | 1           | 1          |
| P. Pinna        | -        | -        | -           | -          | 2                     | 0                     | 0                     | 0                     | 2        | 0      | 0           | 0          |
| A. Potenza      | 26       | 1        | 8           | 1          | -                     | -                     | -                     | -                     | 26       | 1      | 8           | 1          |
| Ricciardi       | 1        | 0        | 0           | 0          | -                     | -                     | -                     | -                     | 1        | 0      | 0           | 0          |
| M. Quinto       | 28       | 0        | 9           | 1          | 2                     | 0                     | 0                     | 0                     | 30       | 0      | 9           | 1          |
| M.Á. Sainz-Maza | 22       | 4        | 3           | 0          | 2                     | 0                     | 0                     | 0                     | 24       | 4      | 3           | 0          |
| V. Sarno        | 33       | 12       | 4           | 0          | -                     | -                     | -                     | -                     | 33       | 12     | 4           | 0          |
| G. Sicurella    | 21       | 1        | 2           | 0          | 1                     | 0                     | 0                     | 0                     | 22       | 1      | 2           | 0          |